# Nick Leavey
Nick Leavey (né le 27 août 1986) est un athlète britannique spécialiste du 400 mètres.

## Carrière
Sélectionné pour les Championnats d'Europe en salle de Paris-Bercy, en mars 2011, Nick Leavey remporte la médaille d'argent du relais 4 × 400 mètres en compagnie de Nigel Levine, Richard Strachan et Richard Buck, l'équipe britannique s'inclinant de 29 centièmes de seconde face au relais français.

### Palmarès
| Date | Compétition                    | Lieu      | Résultat | Épreuve   |
| ---- | ------------------------------ | --------- | -------- | --------- |
| 2009 | Championnats d'Europe en salle | Turin     | 2e       | 4 × 400 m |
| 2010 | Jeux du Commonwealth           | New Delhi | 3e       | 4 × 400 m |
| 2011 | Championnats d'Europe en salle | Paris     | 2e       | 4 × 400 m |

### Records
| Épreuve       | Performance | Lieu       | Date            |
| ------------- | ----------- | ---------- | --------------- |
| 400 m         | 46 s 68     | Londres    | 13 août 2010    |
| 400 m (salle) | 47 s 49     | Birmingham | 19 février 2011 |